# Pieczęć

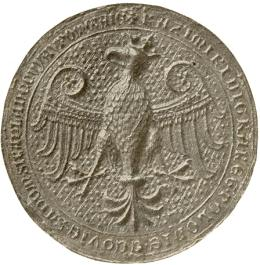
Rewers pieczęci majestatycznej Kazimierza Wielkiego z 1334 r.

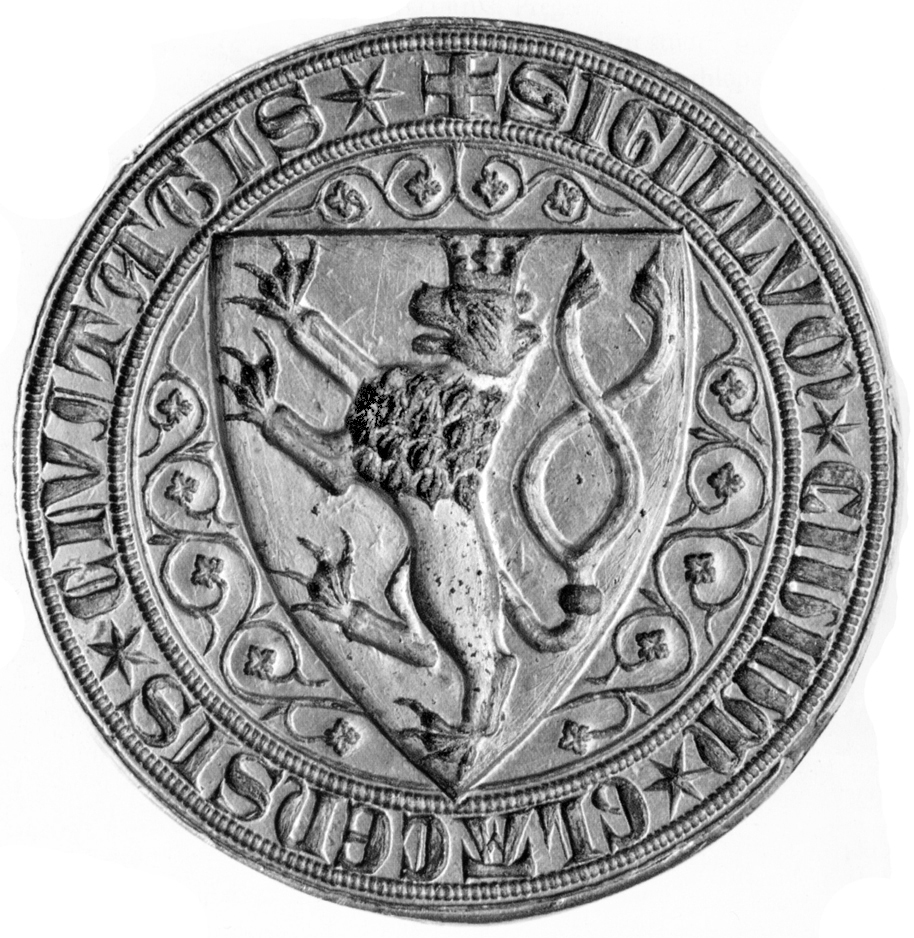
Wielka pieczęć miasta Kłodzka z XIII w.

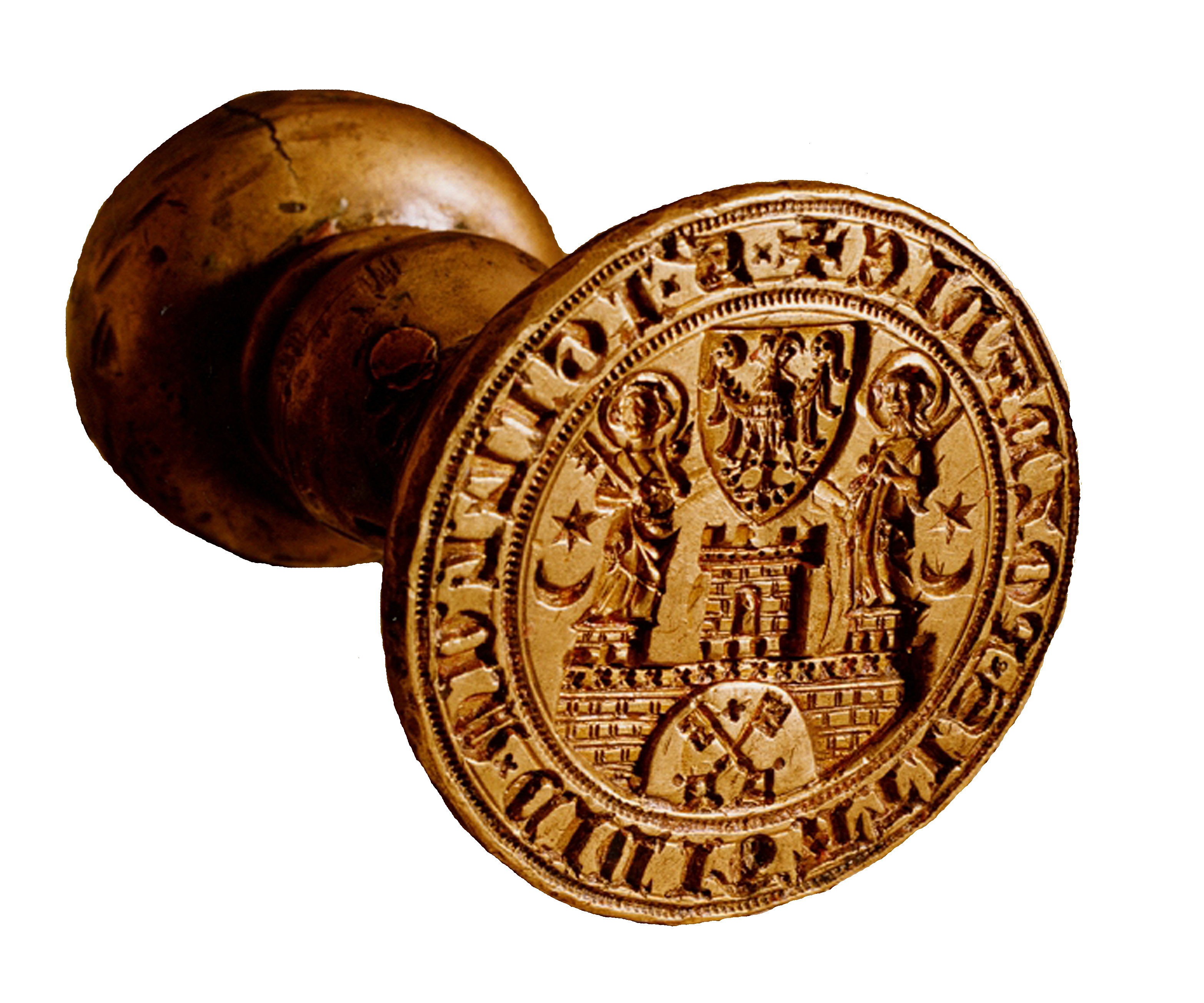
Tłok pieczętny miasta Poznania z poł. XIV w. (ze zbiorów Archiwum Państwowego w Poznaniu)

Pieczęć – znak własnościowy i rozpoznawczy osoby fizycznej lub prawnej, wyciskany za pomocą stempla (tłoku pieczętnego). Stanowi świadectwo wiarygodności – nadaje moc prawną pismu lub dokumentowi. Również jest środkiem zabezpieczającym nienaruszalność zamkniętego pisma lub przedmiotu.

## Historia pieczęci

### Starożytność
W starożytności używano pieczęci głównie jako znaku własnościowego i do stwierdzania nienaruszalności przedmiotów (np. grobowców). W starożytnej Grecji i Rzymie używano ich do zabezpieczania korespondencji i zaświadczania autentyczności testamentu. Od przełomu IV i III w. p.n.e. pieczęci wraz z podpisem używano do uwierzytelniania dokumentów.

### Średniowiecze
Po starożytnych pieczęcie przejęli barbarzyńcy. Używali ich podobnie jak poprzednicy do gwarantowania nienaruszalności korespondencji i przedmiotów oraz jako znaku rozpoznawczo-własnościowego. Na zachodzie Europy od XI w. stały się pełnoprawnym środkiem legalizacji dokumentu. Od przełomu XII i XIV w. pieczęć stała się jedynym sposobem legalizacji dokumentów co upowszechnił dekret Aleksandra III z 1166 r. Uszkodzenie lub brak pieczęci powodowały uznanie dokumentu za nieważny. 

### Czasy nowożytne
W miarę upowszechniania pisma pieczęcie ponownie zaczęły pełnić funkcje zamykania korespondencji i przedmiotów w celu kontroli ich nienaruszalności. Pozostała jako środek legalizacji dokumentów ale wyłącznie kiedy występowała razem z podpisem. W czasach współczesnych pieczęcie są używane przede wszystkim przez władze państwowe a w dalszej kolejności osoby prywatne i pełni funkcję wyłącznie znaku wierzytelności dokumentu.

## Podział pieczęci

### Podział pieczęci ze względu na osobę
- pieczęcie osób fizycznych:
  - pieczęć papieska (bulla),
  - pieczęć monarsza (cesarska, królewska, książęca):
    - majestatyczna (głównie cesarska i królewska),
    - portretowa,
    - piesza,
    - konna,
    - herbowa (jako contrasigillum lub na rewersie pieczęci monetowej),
    - wotywna,

  - pieczęć dostojnika kościelnego:
    - tronowa,
    - stojąca,
    - herbowa,

  - pieczęć rycerska,
- pieczęcie osób prawnych:
  - pieczęć państwowa,
  - pieczęć samorządowa (miejska lub wiejska),
  - pieczęć korporacyjna (instytucji kościelnych i organizacji społecznych).

### Podział pieczęci ze względu na funkcje
- pieczęć większa (sigillum maius),
- pieczęć mniejsza,
- pieczęć sygnetowa (sygnet).

### Podział pieczęci ze względu na materiał pieczętny
- pieczęć woskowa,
- pieczęć lakowa,
- pieczęć metalowa (bulla),
- pieczęć tuszowa,
- pieczęć kopciowa (dymna).